# Майстер із поламаними пальцями
Майстер із поламаними пальцями (англ. назва Master with Cracked Fingers) — гонконгський фільм із Джекі Чаном у головній ролі. Фільм вийшов на екрани в 1979 році. Є по-іншому змонтованою версією фільму Маленький тигр із Кантона, який був знятий протягом 1971-1973 років, а випущений 1973 року.

## Сюжет
У фільмі Джекі Чан вчиться володіти найсмертельнішою зброєю на світі — своїми руками і ногами, щоби помститися за смерть батька. Він вирішує зробити небезпечний похід у лігво найнебезпечнішої в районі банди, яка в битвах не визнає ніяких правил, у банди є проводир, який не має жалості ні до кого, а жадає тільки крові.